# CESエンタテインメント
株式会社CESエンタテインメントは、東京都渋谷区に所在する日本の芸能事務所。2018年4月9日にCESより社名変更。
俳優、モデル、タレント、アーティストのマネジメントをしている。　

## 概要
映画、ドラマを中心に活躍する俳優が多く所属する。主な所属俳優として、中堅性格俳優の地位を確立した螢雪次朗など。かつての所属に『仮面ライダークウガ』『真珠夫人』『大奥』などに出演した葛山信吾や。映画『新・男樹』シリーズで主人公・村田京太郎を演じた宮本大誠などがいる。

## 所属タレント

### CES

#### 男性
- 螢雪次朗
- 寺田農
- 西興一朗
- 大迫一平
- 野村たかし
- 大朏岳優
- 大津慎伍
- 紺野ふくた
- 小倉昌之
- 金井茂
- 室井響
- 西本銀二郎

#### 女性
- 今村美乃
- 大森絢音
- 駒塚由衣
- 高原コマキ
- 高畑加寿子
- 奥田七海
- 烏森まど
- 栗山絵美

### ZERO

#### 男性
- 松尾明
- 竹花祐哉
- 喜多貴幸
- 江崎佳祐
- 金谷拓磨
- 西村光弘
- 荒井シキ
- 圓岡晃汰
- 前田拓哉
- 片山健人
- 青木脩
- 道川内蒼
- 石松雄平
- 岡田崇志
- 小原澤遼典
- 勝田庸介
- 椛田真二
- 秋元雄大
- 斉藤至大
- 瀬川聖
- 鳥海真央

#### 女性
- 佳音
- 今井蘭
- 森麻里百
- 関麻衣
- イマハシミハル
- 酒井愛
- 段木真菜
- 橋本せな
- 風間一乃
- 曽根春奈
- 山﨑智子
- 宮城麻梨香
- 田中早紀
- 永井亜紀
- 西山杏奈
- 大石理枝
- 松丸春奈
- 岡部渚
- 美吹藍
- 地曳桜
- 玲奈
- 浅井さらさ
- 白井里奈
- 馬場早津紀
- 甲斐言実
- 麗良

### JUNIOR

#### 男性
- 桧垣涼也
- 清水健斗
- 梅澤日向
- 中村俊太
- 石岡飛鳥
- 的場悠成
- 井上裕麻
- ゆたか
- 竹内叶人

#### 女性
- 美妃
- 佐伯歩花
- 小山更紗
- 鈴生
- 咲音
- 久保優空
- 塩地玲央奈
- 的場優芽

## 過去の所属者
- 葛山信吾
- 大家由祐子[3]
- 宮本大誠
- 小林あずさ
- 戸高花暖
- みょんふぁ
- 金子なな子